# Taunus
|  | For bilmærket, se Ford Taunus |
Taunus er en skovrig skifer-bjergkæde i Hessen i Tyskland, hvor den berømte klippe Lorelei er beliggende. I området er der rester af den romerske fæstningslinje Limes som var grænsen mod de barbariske folkeslag.
Det højeste punkt er Großer Feldberg (878 m).

## Bjerge i Taunus
- Großer Feldberg (878 m), Hochtaunuskreis
- Kleiner Feldberg (825 m), Hochtaunuskreis
- Altkönig (798 m), Hochtaunuskreis
- Weilsberg (701 m), Hochtaunuskreis
- Glaskopf (685 m), Hochtaunuskreis
- Pferdskopf (663 m), Hochtaunuskreis
- Kalte Herberge (619 m), Rheingau-Taunus
- Hohe Wurzel (618 m), Rheingau-Taunus
- Hohe Kanzel (592 m), Rheingau-Taunus
- Erbacher Kopf (580 m), Rheingau-Taunus
- Kuhbett (526 m), Hochtaunuskreis ved (Weilrod-)Hasselbach
- Steinkopf (518 m), Hochtaunuskreis